# Dead Sara
Dead Sara – amerykański zespół muzyczny wykonujący szeroko pojętą muzykę rockową, założony w 2002 roku w Los Angeles. Najbardziej jest znany z singla „Weatherman”, pochodzącego z wydanego w 2012 roku debiutanckiego albumu studyjnego zespołu, noszącego tę samą nazwę co on.

## Historia

### Lata 2002–2012: powstanie zespołu i zyskanie rozpoznawalności
Założycielkami zespołu są wokalistka i gitarzystka Emily Armstrong oraz gitarzystka Susan „Siouxsie” Medley, obie pochodzące z Los Angeles. Armstrong w wieku 12 lat zaczęła grać na gitarze, zaś trzy lata później postanowiła również nauczyć się śpiewać. Początkowo występowała jako solistka m.in. w kawiarniach, grając i śpiewając piosenki folkowe oraz folkrockowe, zarówno swojego autorstwa jak i covery Joni Mitchell. Medley przygodę z grą na gitarze rozpoczęła w wieku 8 lat pod wpływem swojej niani, która grała w zespole muzycznym i która zapoznała podopieczną ze swoją twórczością, puszczając jej autorską płytę demo. W końcu Susan za zaoszczędzone pieniądze kupiła swoją pierwszą gitarę – tańszą wersję Fendera Stratocastera produkcji firmy Squier – i z pomocą niani nauczyła się na niej grać. Jej ulubionym gatunkiem muzycznym był wówczas punk rock. Armstrong i Medley poznały się, gdy miały, odpowiednio, 16 oraz 15 lat, i po pewnym czasie od nawiązania przyjaźni zdecydowały się założyć zespół, który nazwały Epiphany. Przez pierwszych kilka lat istnienia zespół miał często zmieniających się basistów i perkusistów, aż w końcu w 2009 roku stałym basistą kapeli został Chris Null, zaś perkusistą Sean Friday.
W 2003 roku Emily Armstrong i Susan Medley zaczęły wspólnie pisać piosenki, zaś rok później zrealizowały pierwsze nagranie studyjne zespołu, piosenkę „Changes”. W marcu 2005 roku miał z kolei miejsce pierwszy występ na żywo zespołu, który odbył się w klubie nocnym The Mint w Los Angeles. Armstrong oprócz śpiewania grała wtedy również na gitarze basowej. W połowie 2005 roku zespół zmienił nazwę z Epiphany na Dead Sara, stanowiącą nawiązanie do fragmentu tekstu piosenki „Sara” zespołu Fleetwood Mac, „Said, Sara, you’re the poet in my heart”, którego początek założycielki formacji błędnie słyszały jako „Dead Sara”. Poza tym obie kobiety nieraz wymieniały Stevie Nicks, wokalistkę i autorkę piosenki „Sara”, jako jeden ze swoich muzycznych wpływów. W tym samym okresie Medley przyjęła także pseudonim Siouxsie będący ukłonem w stronę północnoamerykańskich Indian z plemion Siuksów (ang. Sioux) i indiańskiego dziedzictwa jednego z jej pradziadków.
W 2007 roku zespół Dead Sara wyruszył w swoją pierwszą trasę koncertową jako support grupy Endless Hallway. 30 sierpnia 2008 roku ukazało się natomiast pierwsze większe wydawnictwo Dead Sara, sześcioutworowa EP-ka The Airport Sessions, wydana nakładem Viscount Records. W 2010 roku Dead Sara założyli własną wytwórnię muzyczną, Pocket Kid Records. Na początku 2012 roku stworzona przez zespół piosenka „Weatherman” cieszyła się statusem radiowego przeboju w Stanach Zjednoczonych. W ostatnim dniu 2011 roku stacja radiowa WCCC, działająca w amerykańskim stanie Connecticut opublikowała listę 69 najlepszych piosenek 2011 roku, przygotowaną na podstawie liczby odtworzeń danego utworu w stacji oraz liczby próśb słuchaczy o jego odtworzenie. Na liście tej znalazły się w sumie dwa utwory Dead Sara, „Weatherman” i „Test On My Patience (acoustic version)” – pierwszy z nich uplasował się na 2. miejscu (zadebiutował na antenie WCCC 7 czerwca 2011 roku), zaś drugi na 39. (debiut antenowy miał miejsce 15 listopada 2011 roku). 6 lutego 2012 roku „Weatherman” został wydany jako singel promujący nadchodzący album studyjny zespołu. Singel ten zajął 30. miejsce na liście Mainstream Rock Songs tygodnika Billboard.

### Lata 2012–2018: albumyDead SaraiPleasure to Meet You
10 kwietnia 2012 roku wydany został debiutancki album studyjny zespołu Dead Sara, noszący tę samą nazwę co on. Producentem wydawnictwa był Noah Shain, mający na koncie współpracę z takimi wykonawcami jak Atreyu czy Skrillex. W późniejszym czasie w tym samym roku wydany został także kolejny singel z albumu, „We Are What You Say”, z kolei 13 maja 2013 roku wydano limitowanego winylowego singla, gdzie na stronie A obecny był pochodzący z albumu Dead Sara utwór „Lemon Scent”, zaś na stronie B cover utworu „Ask the Angels” z repertuaru Patti Smith.
Album Dead Sara dotarł do 16. miejsca listy Heatseekers Albums tygodnika Billboard. Wkrótce potem singel „Weatherman” został wykorzystany przez firmę FIAT w reklamie Fiat 500 Abarth Burning Up the Desert, ponadto trafił też na ścieżkę dźwiękową wydanej pod koniec 2012 roku gry komputerowej Need for Speed: Most Wanted. 26 sierpnia 2012 roku zespół został nagrodzony w kategorii Best New Rock Group na trzeciej dorocznej gali Vegas Rocks! Magazine Music Awards. W tym samym roku był również nominowany do nagrody RadioContraband Rock Radio Award w kategorii Indie Artist of the Year oraz został wybrany przez stację radiową KYSR jako 2012 Close to Home Artist of the Year, pokonując zespół No Doubt w ostatniej rundzie. Utwór „Weatherman” znalazł się na szczycie listy 10. najlepszych piosenek rockowych 2012 roku (10 Best Rock Songs of 2012) czasopisma elektronicznego Loudwire, wyprzedzając utwory takich zespołów, jak m.in. Three Days Grace, Papa Roach, Marilyn Manson, Stone Sour i Deftones. Zarówno Emily Armstrong, jak i Siouxsie Medley zostały nominowane do czołowej dziesiątki finalistów w konkursie Loudwire 2012 Loudwire Music Awards, w którym o zwycięstwie decydowały głosy czytelników, w kategoriach, odpowiednio, Vocalist of the Year i Guitarist of the Year, a dodatkowo Armstrong nominowano w kategorii Rock Goddess of the Year.

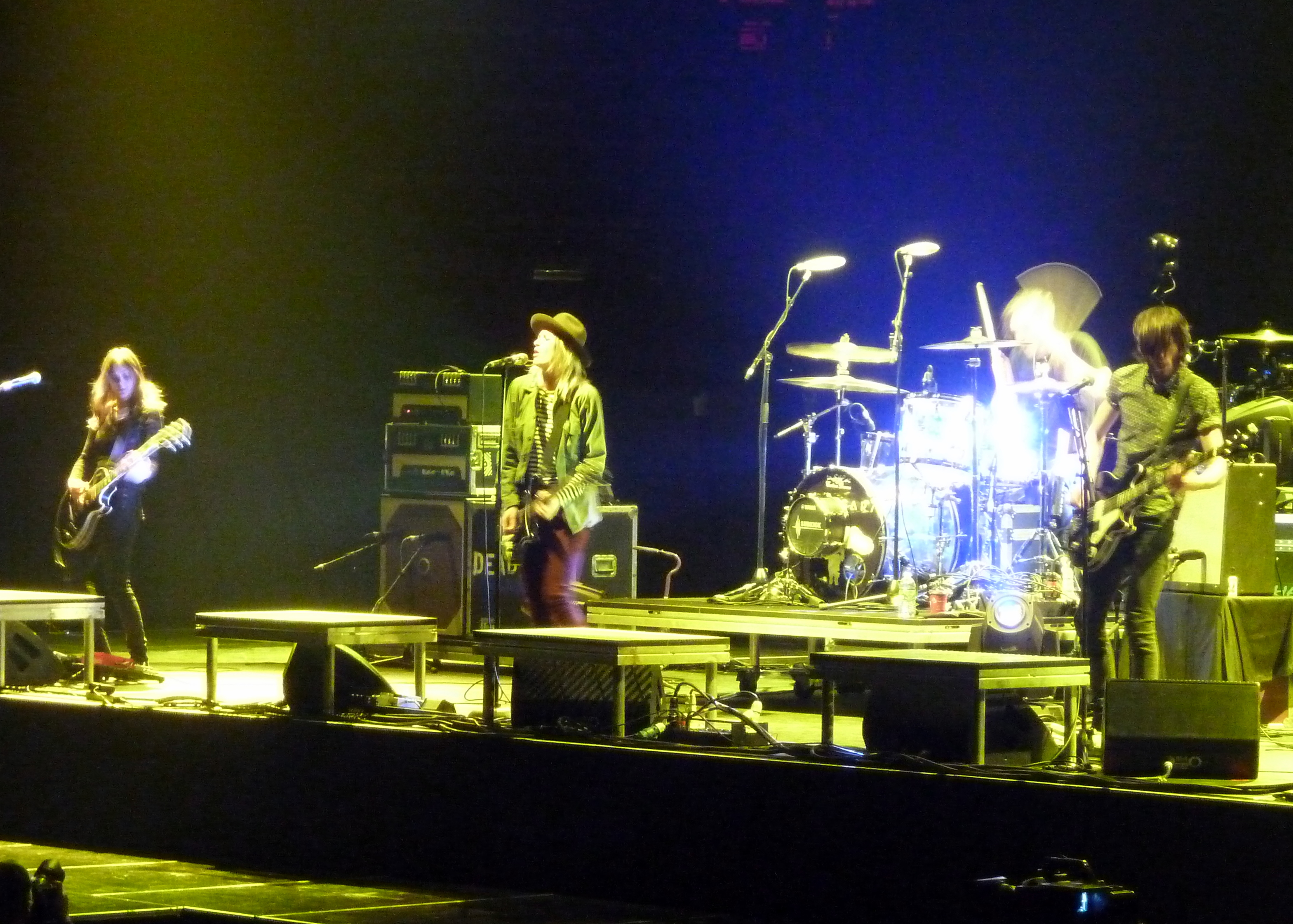
Dead Sara podczas występu w Joe Louis Arena w Detroit w 2013 roku

Dzięki sukcesowi debiutanckiego albumu zespół Dead Sara wiosną 2012 roku pojawił się w telewizyjnym talk-show Jimmy Kimmel Live! oraz grał koncerty z zespołami Chevelle i The Used, zaś lato tego roku spędził na trasie koncertowej Vans Warped Tour po Stanach Zjednoczonych. Podczas 2012 Sunset Strip Music Festival Emily Armstrong wykonała piosenkę „Soul Kitchen” z Robbym Kriegerem i Rayem Manzarkiem z zespołu The Doors. Wczesną jesienią 2012 roku Dead Sara odbył trasę z grupami The Offspring i Neon Trees. W lutym 2013 roku zespół rozpoczął trasę koncertową po Ameryce Północnej z zespołem Muse w charakterze jego supportu. W tym samym miesiącu podpisał także kontrakt z wytwórnią muzyczną Epic Records.
Na początku 2014 roku zespół ponownie wszedł do studia, aby pracować nad swoim drugim albumem studyjnym, ponownie z producentem Noahem Shainem. Wydawnictwo nie ujrzało jednak światła dziennego aż do następnego roku z powodu rzekomych problemów z Epic Records. Zespół rozstał się z wytwórnią w ciągu 2014 roku, a w grudniu tego roku ogłosił, że wyda swój drugi album, Pleasure to Meet You, w marcu 2015 roku nakładem własnej wytwórni Pocket Kid Records. Dead Sara zobowiązał się także do udostępnienia fanom swojego najnowszego utworu „Suicidal” do natychmiastowego pobrania przy każdym zamówieniu w przedsprzedaży albumu Pleasure to Meet You. Album ostatecznie ukazał się w sprzedaży 31 marca 2015 roku. Kolejnymi singlami promującymi go zostały utwory „Something Good” i „Mona Lisa”. Wydawnictwo zajęło 2. miejsce na liście Heatseekers Albums tygodnika Billboard. Niedługo po jego wydaniu odbyła się krótka trasa koncertowa, po której zakończeniu basista Chris Null opuścił zespół. W późniejszych latach Dead Sara funkcjonował w składzie trzyosobowym.
W 2015 roku wykonany przez Dead Sara cover utworu „Heart-Shaped Box” zespołu Nirvana, nagrany na potrzeby wydanej w poprzednim roku gry komputerowej Infamous Second Son, zdobył nagrodę dla „Najlepszej piosenki, oryginalnej lub adaptowanej” podczas corocznego programu nagród National Academy of Video Game Trade Reviewers (NAVGTR). W innym zwiastunie gry Infamous Second Son wykorzystano także piosenkę „Weatherman”. Cover „Heart-Shaped Box” znalazł się również na wydanym 16 stycznia 2017 roku minialbumie The Covers, na którym zamieszczona została także jego akustyczna wersja oraz covery utworów „Ask the Angels” Patti Smith i „Killing in the Name” Rage Against the Machine. 15 września poprzedniego roku do sprzedaży trafiła natomiast zremasterowana i wzbogacona o jeden utwór wersja EP-ki The Airport Sessions z 2008 roku, The Airport Sessions (Remastered).
W 2017 roku Dead Sara podpisał kontrakt z wytwórnią Atlantic Records i ogłosił plany wydania nowego minialbumu. Sześcioutworowa EP-ka Temporary Things Taking Up Space została wydana 8 czerwca 2018 roku.

### Od 2020: albumAin’t It Tragic
W listopadzie 2020 roku zespół wydał singel „Hands Up”. W sierpniu 2021 roku ukazał się kolejny singel formacji, „Heroes”. Oba zapowiadały trzeci album studyjny Dead Sara, który ukazał się 17 września 2021 roku pod tytułem Ain’t It Tragic.
W 2022 roku formacja wystąpiła gościnnie w utworze „Help Me” Demi Lovato, obecnym na ósmym albumie studyjnym tej piosenkarki, Holy Fvck. Dołączyła również do północnoamerykańskiej części trasy koncertowej Lovato, Holy Fvck Tour. 
5 września 2024 roku Emily Armstrong została oficjalnie zaprezentowana jako nowa wokalistka prowadząca zespołu Linkin Park i tego samego dnia zaliczyła swój pierwszy występ z tym zespołem.

## Muzycy
Na podstawie.
Obecny skład zespołu
- Emily Armstrong – wokal prowadzący, gitara rytmiczna (od 2002)
- Siouxsie Medley(inne języki) – gitara prowadząca, wokal wspierający (od 2002)
- Sean Friday – perkusja, wokal wspierający (od 2009)

Byli członkowie zespołu
- Chris Null – gitara basowa, wokal wspierający (2009–2015)

## Dyskografia
Albumy studyjne
| Tytuł                | Dane dot. albumu                                                     |
| -------------------- | -------------------------------------------------------------------- |
| Dead Sara            | - Data: 10 kwietnia 2012 - Wydawca: Pocket Kid Records - Format: CD  |
| Pleasure to Meet You | - Data: 31 marca 2015 - Wydawca: Pocket Kid Records - Format: CD, LP |
| Ain’t It Tragic      | - Data: 17 września 2021 - Wydawca: Warner Records - Format: CD      |

Minialbumy
| Tytuł                             | Dane dot. albumu                                                                |
| --------------------------------- | ------------------------------------------------------------------------------- |
| The Airport Sessions              | - Data: 30 sierpnia 2008 - Wydawca: Viscount Records - Format: digital download |
| The Airport Sessions (Remastered) | - Data: 15 września 2016 - Wydawca: Viscount Productions - Format: CD           |
| The Covers                        | - Data: 16 stycznia 2017 - Wydawca: Pocket Kid Records - Format: CD             |
| Temporary Things Taking Up Space  | - Data: 8 czerwca 2018 - Wydawca: Atlantic Records - Format: winyl 12”          |

Single
| Rok  | Tytuł                      | Album                            |
| ---- | -------------------------- | -------------------------------- |
| 2011 | „Sorry for It All”         | Dead Sara                        |
| 2012 | „Weatherman”               | Dead Sara                        |
| 2012 | „We Are What You Say”      | Dead Sara                        |
| 2013 | „Lemon Scent”              | Dead Sara                        |
| 2014 | „Suicidal”                 | Pleasure to Meet You             |
| 2015 | „Mona Lisa”                | Pleasure to Meet You             |
| 2015 | „Something Good”           | Pleasure to Meet You             |
| 2018 | „Unamerican”               | Temporary Things Taking Up Space |
| 2018 | „Heaven’s Got a Back Door” | Temporary Things Taking Up Space |
| 2018 | „Anybody”                  | Temporary Things Taking Up Space |
| 2020 | „Hands Up”                 | Ain’t It Tragic                  |
| 2021 | „Heroes”                   | Ain’t It Tragic                  |